# Trésor des Atrébates
Le trésor des Atrébates est un ensemble de quarante-deux pièces, essentiellement des parures gauloises en or, découvert dans des conditions controversées en 2010 à Warlincourt-lès-Pas, dans le département du Pas-de-Calais (France).
Daté de la fin de l'âge du fer, vers les IIe – Ier siècles av. J.-C., le trésor est attribué au peuple gaulois des Atrébates.

## Description
Composé de 42 pièces, le trésor est attribué aux Atrébates, peuple gaulois, peut-être originaire des régions danubiennes, présent en Gaule belgique depuis le IIIe siècle av. J.-C. et qui a laissé son nom à l'Artois.
D'une masse totale avoisinant les 900 grammes, il est notamment constitué de parures en or dont quatre torques complets et des éléments d'autres torques, d'un brassard décoré, de quatre anneaux lisses, de quatre bagues ornées ainsi que de deux petits lingots d’or.
Présentant « un réel intérêt » archéologique bien que sa provenance ne soit pas totalement assurée, l'ensemble constitue, selon les responsables du musée d'Archéologie nationale de Saint-Germain-en-Laye (MAN), « l'une des découvertes majeures de toute l'histoire de l'archéologie gauloise ».

## Découverte et acquisition
Selon son inventeur, le trésor a été découvert le 24 septembre 2010. Le musée d'Archéologie nationale  parle de 2011. L'annonce publique de cette découverte est faite en 2014[source secondaire nécessaire]. Philippe Vanderbeken, le maire de Warlincourt, est l’un des premiers élus à avoir été prévenu de la trouvaille.
La découverte s'est faite sur une propriété privée du Pas-de-Calais, dans un bois situé entre les communes de Pas-en-Artois et Warlincourt-lès-Pas.
Selon le bulletin de l'association Amis des Études Celtiques, l’exhumation s'est faite sans faire attention, dans un premier temps, au terrain mais des repérages archéologiques ultérieurs auraient révélé la présence, dans les alentours, de bâtiments et structures antiques diverses qui permettent de faire des hypothèses sur les raisons de l'enfouissement de ce trésor.
Le trésor est ensuite étudié pendant deux ans et restauré au laboratoire TRACES du CNRS et de l'université Toulouse II-Jean-Jaurès. Le 11 avril 2013, il est classé trésor national afin d'en empêcher la vente à l'étranger, et est confié au MAN, qui l'expose brièvement en septembre 2014.
En septembre 2014, le MAN, autorisé à acquérir le trésor évalué à 800 000 € par une commission spécialisée, lance un appel aux dons pour financer son rachat, mais le caractère licite ou non de la découverte du trésor interroge au point que sa vente à l’État est suspendue.
En 2014, aucune fouille n'a été entreprise ni programmée sur le site de sa découverte et aucune publication concernant son étude n'a été publiée,.
Le rapport d'activité pour l'année 2017 du MAN publié en 2018 indique que le dossier du dépôt de parures en or celtiques, dit « trésor des Atrébates », est alors en attente des décisions de justice[source secondaire nécessaire].
En 2020, le trésor des Atrébates fait l'objet d'un avis de classement en tant qu’ensemble historique mobilier par la Commission nationale du patrimoine et de l’architecture dans sa quatrième section[source secondaire nécessaire].

## Controverse sur les circonstances de la découverte
(décembre 2022).
Les circonstances de la découverte font l'objet d'une controverse.
L’inventeur déclare qu'au cours d'une promenade, il a aperçu sur un talus ce qu'il pensait être un morceau de tôle froissée et qu'après avoir dégagé ce qui lui semblait être du cuivre, sont apparus des bagues et des anneaux qu'il a emportés chez lui pour les mettre en sécurité. Il ajoute avoir ensuite appelé la Direction régionale des Affaires culturelles (DRAC) du Nord-Pas-de-Calais afin que celle-ci puisse poursuivre les fouilles en sa présence. Il précise que début octobre 2010 les archéologues de la DRAC de Lille et le responsable du Service régional d'archéologie d'Arras se sont rendus avec lui sur le lieu de la découverte et que la décision a été prise d'excaver les objets restant par mesure de sécurité.
Selon le propriétaire du terrain, l'inventeur du trésor serait entré sans autorisation sur sa propriété avec un détecteur de métaux.
Pour l'association HAPPAH, « il ne s’agirait pas de la découverte fortuite d’un promeneur ; on aurait affaire à un chasseur de trésors, fouilleur clandestin de la région, équipé d’un détecteur de métaux, ayant prospecté sur la propriété d’un château privé et creusé le sol pour déterrer les objets. »
Le 21 juin 2017, le tribunal d'Arras classe sans suite une plainte déposée par la ministre de la Culture Fleur Pellerin à l'encontre de l'inventeur et d'un ou de plusieurs archéologues, indiquant qu'aucun élément probant n'a permis de remettre en cause le caractère fortuit de cette découverte et que rien ne fait plus obstacle, au plan pénal, au projet d'acquisition par le MAN. Une nouvelle plainte du ministère débouche sur un non-lieu en juillet 2020, mettant un terme à l'action publique.
Le 27 mai 2022, la Voix du Nord indique que l'inventeur, conforté en sa qualité d'inventeur du trésor des Atrébates au fil des procédures judiciaires, attend toujours sa part. Ce dernier est par ailleurs condamné le 18 novembre 2022 pour diffamation par le tribunal d'Arras pour avoir évoqué sur les réseaux sociaux une « corruption » dans les services du CNRS.